# アイマン・ヤヒヤ
アイマン・ヤヒヤ・サーレム (アラビア語: أيمن يحيى سالم、Ayman Yahya Salem、2001年5月14日 - ) は、サウジアラビア出身のサッカー選手。サウジアラビア代表。サウジ・プロフェッショナルリーグ・アル・ナスルFC所属。ポジションはミッドフィールダー。

## 経歴

### アル・ナスル
2019-20シーズンからトップチームに上り詰め、サウジ・プロフェッショナルリーグ初戦のアル・ハゼムFC戦に出場した。試合は1-1で引き分けた。

## 人物
リヤドでイエメン人の家庭に生まれた。兄のアリ・ヤヒヤもサッカー選手である。

## タイトル

### クラブ
アル・ナスル
- サウジ・スーパーカップ: 2020

### 代表
U-23サウジアラビア代表
- AFC U23アジアカップ: 2022

### 個人
- AFC U23アジアカップ最優秀選手賞: 2022